# Aleksander Hetland
Aleksander Rognerud Hetland (ur. 26 grudnia 1982) – norweski pływak, mistrz Europy (basen 25 m), brązowy medalista mistrzostw świata na basenie 25-metrowym.
Specjalizuje się w stylu klasycznym. Jego największym dotychczasowym sukcesem jest złoty medal mistrzostw Europy na krótkim basenie w Stambule w 2009 roku na 50 m żabką.